# Catocala satanus
Catocala satanus är en fjärilsart Catocala satanus ingår i släktet Catocala och familjen nattflyn. Inga underarter finns listade i Catalogue of Life.